# Kaleidoscope World
Kaleidoscope World es un álbum recopilatorio de la banda neozelandesa The Chills, lanzado en 1986 por Flying Nun Records en Nueva Zelanda y por Creation Records en el Reino Unido. El álbum es una compilación de los primeros sencillos de la banda sumado a las canciones que aparecen en los EP previos de la banda, Dunedin Double EP y The Lost EP. Fue relanzado en 1987 por Flying Nun Records con una sencillo extra, "I'll Only See You Alone Again"/"Green Eyed Owl". Nuevamente en 2016 por relanzado por Flying Nun Records y Captures Tracks con 7 pistas extras.

## Lista de canciones[5]
Disco de vinilo de 12'' original
Lado A
1. "Rolling Moon" - 3:50
2. "Pink Frost" - 3:57
3. "Hidden Bay" - 1:30
4. "Satin Doll" - 4:23

Lado B
1. "Doledrums" - 3:06
2. "Kaleidoscope World" - 3:40
3. "Purple Girl" - 3:23
4. "Flame-Thrower" - 3:15

Relanzamiento en formato CD - FNE 13CD en 1989
1. "Kaleidoscope World" - 03:40
2. "Satin Doll" - 04:23
3. "Frantic Drift" - 04:12
4. "Rolling Moon" - 03:51
5. "Flame Thrower" - 03:16
6. "Pink Frost" - 03:57
7. "Purple Girl" - 03:23
8. "This Is The Way" - 02:31
9. "Never Never Go" - 02:06
10. "Don't Even Know Her Name" - 01:51
11. "Bee Bah Bee Bah Bee Boe" - 02:44
12. "Whole Weird World" - 03:25
13. "Dream By Dream" - 05:20
14. "Doledrums" - 03:10
15. "Hidden Bay" - 01:44
16. "I Love My Leather Jacket" - 02:54
17. "The Great Escape" - 02:29

Relanzamiento formato CD/2XLP/Digital - FN567 in 2016
1. "Kaleidoscope World"
2. "Satin Doll"
3. "Frantic Drift"
4. "Rolling Moon"
5. "Bite"
6. "Flame Thrower"
7. "Pink Frost"
8. "Purple Girl"
9. "This Is The Way"
10. "Never Never Go"
11. "Don't Even Know Her Name"
12. "Bee Bah Bee Bah Bee Boe"
13. "Whole Weird World"
14. "Dream By Dream"
15. "Doledrums"
16. "Hidden Bay"
17. "I Love My Leather Jacket"
18. "The Great Escape"
19. "Oncoming Day" (Early Version)
20. "Dan Destiny and The Silver Dawn" (Unplugged)
21. "Martyns Doctor Told Me"
22. "I'll Only See You Alone Again"
23. "Green Eyed Owl" (Live)
24. "Smile From A Dead Dead Face" (Live)